# Fleury-Mérogis
Fleury-Mérogis là một xã trong vùng hành chính Île-de-France, thuộc tỉnh Essonne, quận Évry, tổng Morsang-sur-Orge. Tọa độ địa lý của xã là 48° 37' vĩ độ bắc, 02° 21' kinh độ đông. Fleury-Mérogis nằm trên độ cao trung bình là 94 mét trên mực nước biển, có điểm thấp nhất là 76 mét và điểm cao nhất là 101 mét. Xã có diện tích 6,51 km², dân số vào thời điểm 1999 là 9074 người; mật độ dân số là 1393 người/km².

## Thông tin nhân khẩu
| 1962 | 1968  | 1975  | 1982  | 1990  | 1999  |
| ---- | ----- | ----- | ----- | ----- | ----- |
| 351  | 1.194 | 6.551 | 7.419 | 9.677 | 9.074 |